# Nikola Grbić

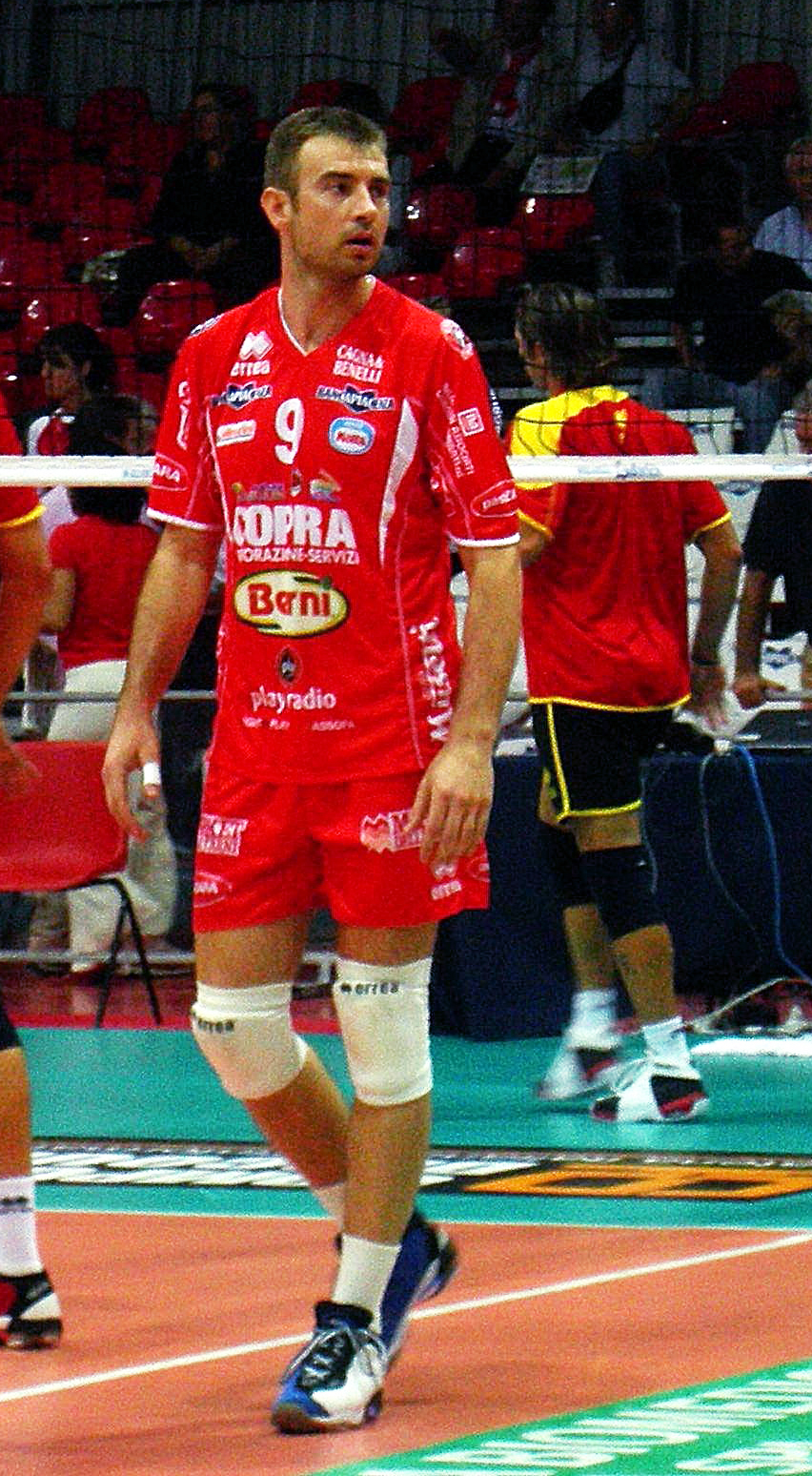
Nikola Grbiċ zawodnikiem Copra Berni Piacenza

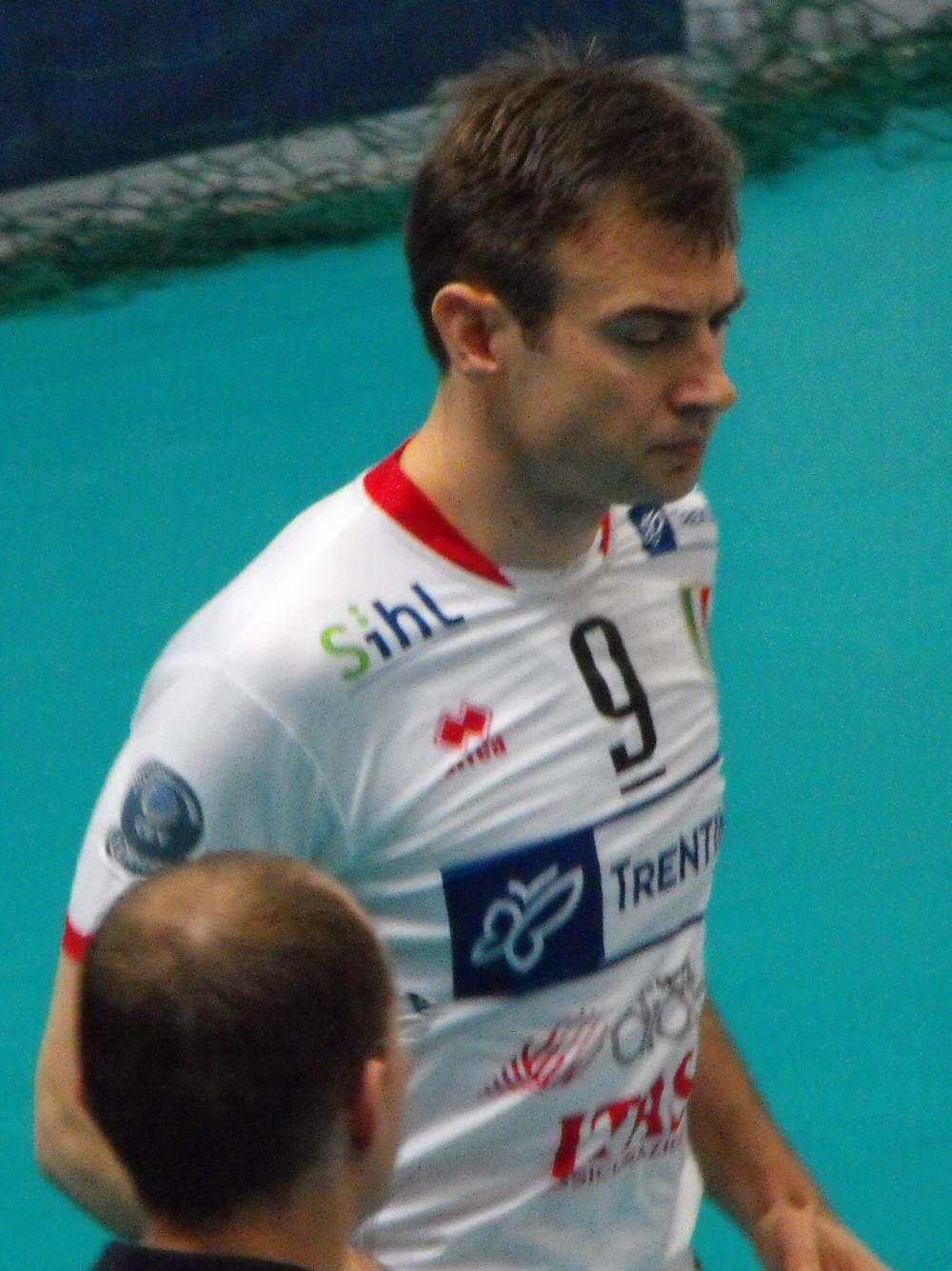
Nikola Grbiċ zawodnikiem Itasu Diatec Trentino

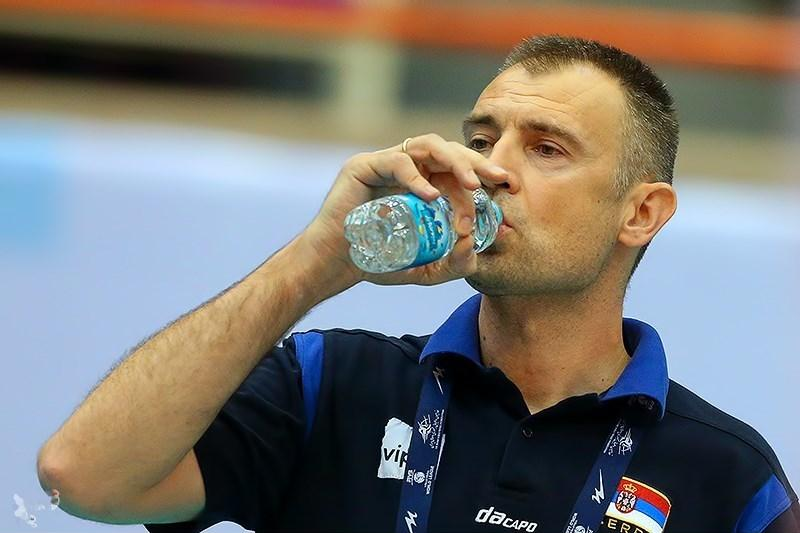
Nikola Grbiċ trenerem reprezentacji Serbii

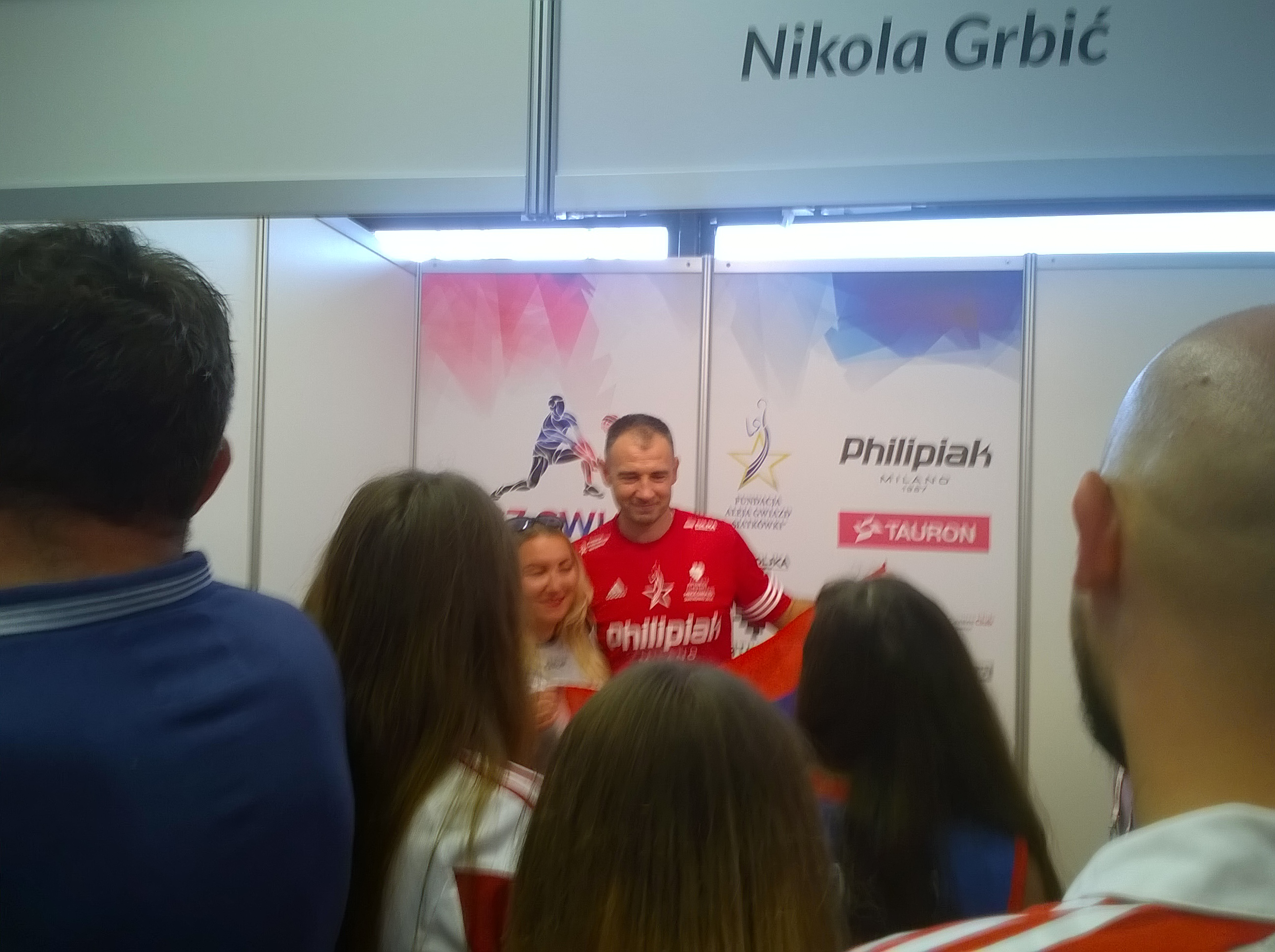
Nikola Grbić na spotkaniu z kibicami przed Meczem Gwiazd – Pożegnanie Pawła Zagumnego w katowickim Spodku, 11 września 2016

Nikola Grbić (srb. Никола Грбић) (ur. 6 września 1973 w Kleku) – serbski siatkarz, grający na pozycji rozgrywającego. Wielokrotny reprezentant Serbii. Od 12 stycznia 2022 selekcjoner reprezentacji Polski w piłce siatkowej mężczyzn.

## Życie prywatne
Jego ojciec Miloš (ur. 1943) w reprezentacji Jugosławii rozegrał 193 meczów. Był aktywnym siatkarzem w latach 1960–1982. Zdobył brązowy medal na Mistrzostwach Europy 1975 w Belgradzie. Po zakończeniu kariery przez długi czas był trenerem młodzieżowego klubu z Kleku, gdzie był także nauczycielem, a następnie dyrektorem. Został zasłużonym sportowcem Jugosławii. Jest laureatem Orderu Zasługi dla Ludu ze Srebrnym Wiankiem w 1975 roku. Miloš Grbić zmarł 16 września 2008 roku w Wojskowej Akademii Medycznej w Belgradzie. Jest młodszym bratem Vladimira Grbicia, utytułowanego siatkarza reprezentacji Serbii. 
Nikola Grbić 15 lipca 2006 roku poślubił Stanislavę, z którą ma synów Matija (ur. 2007) i Miloša (ur. 2010). Matija, również uprawia siatkówkę. Po ukończeniu liceum w roku szkolnym 2024/2025 we włoskiej Perugii, od września 2025 roku podejmie studia na Pennsylvania State University w Stanach Zjednoczonych.

## Kariera siatkarska
W 2009 roku został wybrany do najlepszej drużyny świata według magazynu "L'Équipe". W latach 2009–2013 reprezentant włoskiego klubu Bre Banca Lannutti Cuneo, po sezonie 2011/12 przedłużył umowę z klubem o kolejne dwa lata. W październiku 2013 podpisał kontrakt z rosyjskim klubem Zenit Kazań, w którym występował do zakończenia kariery sportowej w 2014 roku.
Karierę reprezentacyjną zakończył po Mistrzostwach Świata w 2010 we Włoszech, na których zdobył brązowy medal.

## Kariera trenerska
Po zdobyciu Mistrzostwa Rosji w 2014 został trenerem włoskiej drużyny Sir Safety Perugia, którą prowadził przez sezon 2014/2015. Od lutego 2015 do sierpnia 2019 roku był trenerem reprezentacji Serbii.
W 2016 roku został wprowadzony do Volleyball Hall of Fame.
20 maja 2019 został szkoleniowcem polskiego klubu sportowego Grupa Azoty ZAKSA Kędzierzyn-Koźle. Z pełnionej funkcji zrezygnował 17 maja 2021. Ponownie był trenerem włoskiego klubu Sir Safety Perugia. 12 stycznia 2022 został selekcjonerem reprezentacji Polski w piłce siatkowej mężczyzn.
W 89. Plebiscycie Przeglądu Sportowego 2024 został najlepszym trenerem 2023 roku.
Podczas Gali Herosi 2024 otrzymał Herosa w kategorii Mentor.
Podczas Gali Herosi 2025 otrzymał Herosa po raz drugi w kategorii Mentor.

## Odznaczenia
- Krzyż Kawalerski Orderu Zasługi RP – Polska, 2024[23][24]

## Przebieg kariery siatkarskiej
| Lata      | Kluby                       |
| --------- | --------------------------- |
| 1987–1990 | Gik Banat                   |
| 1990–1994 | OK Vojvodina Nowy Sad       |
| 1994–1995 | Gabeca Galatron Montichiari |
| 1995–1996 | TNT Traco Catania           |
| 1996–1997 | Gabeca Fad Montichiari      |
| 1997–1999 | Alpitour Cuneo              |
| 1999–2000 | Sisley Treviso              |
| 2000–2003 | Asystel Milano              |
| 2003–2007 | Copra Berni Piacenza        |
| 2007–2009 | Itas Diatec Trentino        |
| 2009–2013 | Bre Banca Lannutti Cuneo    |
| 2013–2014 | Zenit Kazań                 |

## Sukcesy zawodnicze

### klubowe
Puchar Serbii i Czarnogóry:
- 1992, 1994

Mistrzostwo Serbii i Czarnogóry:
- 1992, 1993, 1994

Superpuchar Serbii i Czarnogóry:
- 1993

Superpuchar Europy:
- 1997, 1999

Puchar Europy Zdobywców Pucharów:
- 1998
- 1999

Mistrzostwo Włoch:
- 2008, 2010[25]
- 1998, 2001, 2004, 2007, 2009, 2011

Puchar Włoch:
- 1999, 2000, 2011

Liga Mistrzów:
- 2000, 2009
- 2013

Puchar CEV:
- 2010
- 2004, 2007
- 2002

Puchar Top Teams:
- 2006

Superpuchar Włoch:
- 2010

Mistrzostwo Rosji:
- 2014

### reprezentacyjne
z reprezentacją Jugosławii
Mistrzostwa Europy:
- 2001 (Czechy)
- 1997 (Holandia)
- 1995 (Grecja), 1999 (Austria)

Igrzyska Olimpijskie:
- 2000 (Sydney)
- 1996 (Atlanta)

Mistrzostwa Świata:
- 1998 (Japonia)

Puchar Wielkich Mistrzów:
- 2001 (Japonia)

z reprezentacją Serbii i Czarnogóry
Liga Światowa:
- 2003, 2005
- 2004

Puchar Świata:
- 2003 (Japonia)

Mistrzostwa Europy:
- 2005 (Niemcy), 2007 (Rosja)

z reprezentacją Serbii
Liga Światowa:
- 2008, 2009

Mistrzostwa Świata:
- 2010 (Włochy)

### Nagrody indywidualne
- 1997: Najlepszy rozgrywający Mistrzostw Europy: (Holandia – Eindhoven)
- 2001: Najlepszy rozgrywający Mistrzostw Europy: (Czechy – Ostrawa)
- 2003: Najlepszy rozgrywający Mistrzostw Europy (Niemcy – Berlin)
- 2003: Najlepszy rozgrywający Pucharu Świata (Japonia)
- 2005: Najlepszy rozgrywający Mistrzostw Europy (Serbia i Czarnogóra/Włochy)
- 2006: Najlepszy rozgrywający turnieju finałowego Pucharu Top Teams
- 2009: Najlepszy rozgrywający Ligi Światowej (Belgrad)
- 2010: Najlepszy rozgrywający turnieju finałowego Pucharu CEV[26]
- 2010: Najlepszy rozgrywający włoskiej Serie A w sezonie 2009/2010
- 2010: Najlepszy rozgrywający Mistrzostw Świata

## Sukcesy trenerskie

### klubowe
Superpuchar Polski:
- 2019, 2020

Puchar Polski:
- 2021

Liga polska:
- 2021

Liga Mistrzów:
- 2021

Puchar Włoch:
- 2022[27]

Liga włoska:
- 2022[28]

### reprezentacyjne
z reprezentacją Serbii
Liga Światowa:
- 2016
- 2015

Mistrzostwa Europy:
- 2017

z reprezentacją Polski
Liga Narodów:
- 2023[29], 2025[30]
- 2022[31], 2024[32]

Mistrzostwa Świata:
- 2022[33]

Mistrzostwa Europy:
- 2023

Igrzyska Olimpijskie:
- 2024[34]